# Indonesian Open
Het Indonesisch Open is een golftoernooi dat deel uitmaakte van de Asian Tour (1974-2009 en vanaf 2011), de Europese PGA Tour (2005-2010), de OneAsia Tour (2010-2012) en de Japan Golf Tour (2010-2012). In 2013 maakt het toernooi alleen nog deel uit van de Aziatische Tour met de naam Indonesian Masters.
Het Indonesisch Open begon in 1974. Het werd t/m 1998 ieder jaar gespeeld behalve in 1992, en maakte deel uit van de Aziatische PGA Tour. In 2005-2010 was het toernooi ook onderdeel van de Europese PGA Tour. Sponsor werd het toeristenbureau. De winnaars van 2005, 2006, 2007 en 2008 waren spelers die hierdoor hun eerste overwinning op de Europese PGA Tour haalden.
Mikko Ilonen was in 2007 de eerste Fin die een toernooi won op de Asian Tour en op intercontinentale kalender van de Europese Tour. Daarna won hij ook nog de Scandinavian Masters. Felipe Aguilar versloeg op de laatste hole Jeev Milkha Singh door zelf een birdie te maken, terwijl Singh een bogie maakte.
In 2008 eindigde Colin Montgomerie op de 4de plaats. Hij schonk zijn prijzengeld aan het door de Europese Tour opgerichte Sunami Fonds. Tijdens ronde 2 was het spel onderbroken wegens een storm. In de haast om naar het clubhuis te gaan, had hij zijn bal op de baan laten liggen, vlak naast een bunker. Toen er weer gespeeld kon worden, was de bal verdwenen. In overleg met zijn medespelers legde hij een nieuwe bal op de plek waar ze dachten dat de bal was verdwenen. De referee was het met die beslissing achteraf eens. Bij nader inzien twijfelde Montgomerie aan zijn handeling (hij had er een referee bij moeten roepen), en hij vond dus dat hij geen recht had op zijn prijzengeld.

## Winnaars
Indonesian Open
| - 1974: Ben Arda - 1975: Hsu Sen San - 1976: Mya Aye - 1977: Gaylord Borrows - 1978: Chie Hsiung-Kuo - 1979: Lu Hsi-Chien | - 1980: Lu Hsi-Chien - 1981: Payne Stewart - 1982: Eleutherio Nival - 1983: Robert Wrenn - 1984: Terry Gale - 1985: Lu Chien-Sun | - 1986: Frankie Miñoza - 1987: Wayne Smith - 1988: Hsieh Yu-Shu - 1989: Benny Kasiadi - 1990: Frankie Miñoza - 1991: Chen Liang-Shi | - 1992: niet gespeeld - 1993: Gary Webb - 1994: Frank Nobilo - 1995: José Cantero - 1996: Brandt Jobe - 1997: Frank Nobilo - 1998: Craig Parry |

| Jaar                                            | Baan                                            | Winnaar                                         | Score                                           | Score                                           | Tour                                            |
| Enjoy Jakarta Standard Chartered Indonesia Open | Enjoy Jakarta Standard Chartered Indonesia Open | Enjoy Jakarta Standard Chartered Indonesia Open | Enjoy Jakarta Standard Chartered Indonesia Open | Enjoy Jakarta Standard Chartered Indonesia Open | Enjoy Jakarta Standard Chartered Indonesia Open |
| ----------------------------------------------- | ----------------------------------------------- | ----------------------------------------------- | ----------------------------------------------- | ----------------------------------------------- | ----------------------------------------------- |
| 2005                                            | Cengkareng Golf Club, Jakarta                   | Thaworn Wiratchant                              | 255                                             | -25                                             | AT-ET                                           |
| 2006                                            | Emeralda Golf Club                              | Simon Dyson                                     | 268                                             | -20                                             | AT-ET                                           |
| Enjoy Jakarta Astra Indonesia Open              |                                                 |                                                 |                                                 |                                                 |                                                 |
| 2007                                            | Damai Indah Golf Club                           | Mikko Ilonen                                    | 275                                             | -9                                              | AT-ET                                           |
| 2008                                            | Cengkareng Golf Club , Jakarta                  | Felipe Aguilar                                  | 262                                             | -18                                             | AT-ET                                           |
| Enjoy Jakarta Indonesia Open                    |                                                 |                                                 |                                                 |                                                 |                                                 |
| 2009                                            | New Kuta Golf Club, Bali                        | Thongchai Jaidee                                | 276                                             | -12                                             | AT-ET                                           |
| 2010                                            | Damai Indah Golf Club                           | Michael Hendry                                  |                                                 |                                                 | OAT-JGT                                         |
| Indonesia Open Presented By Carlsberg           |                                                 |                                                 |                                                 |                                                 |                                                 |
| 2011                                            |                                                 | Thaworn Wiratchant                              | 275                                             | -13                                             | OAT-JGT                                         |
| 2012                                            | Emeralda Gold, Cimanggis, Depok                 | Nicholas Cullen                                 |                                                 | -9                                              | OAT-JGT                                         |

Het toernooirecord staat op naam van Thaworn Wiratchant, die in 2005 de eerste editie won met een score van -25.
 Maleisisch Open ·
 Thailand Classic ·
 Indian Open ·
 SAIL-SBI Open ·
 Indonesian Masters ·
 Mauritius Open ·
 Queen's Cup ·
 Omega European Masters ·
 Vascory Classic ·
 Chiangmai Golf Classic
EurAsia Cup
Abama Open de Canarias ·
AGF Open ·
Allianz Open de Lyon ·
Andalucia Masters ·
ANZ Kampioenschap ·
Argentijns Open ·
Atlantic Open ·
Australian Masters ·
Ballantine's Kampioenschap ·
Barcelona Open ·
Belgisch Open ·
Benson & Hedges International Open ·
BMW Asian Open ·
Brazil Rio de Janeiro 500 Years Open ·
Brazil São Paulo 500 Years Open ·
British Masters ·
Callers of Newcastle ·
Cannes Open ·
Car Care Plan International ·
Castelló Masters ·
Celtic International ·
Dimension Data Pro-Am ·
Double Diamond International ·
Duits Open ·
El Bosque Open ·
El Paraiso Open ·
Engels Open ·
Epson Grand Prix of Europe ·
Estoril Open ·
Extremadura Open ·
German Masters ·
Girona Open ·
Glasgow Open ·
Great North Open ·
Greater Manchester Open ·
Greg Norman Holden International ·
GSI L'Equipe Open ·
Heineken Classic ·
Honda Open ·
Indian Masters ·
Indonesian Open ·
Iskandar Johor Open ·
Jersey Open ·
John Player Classic ·
John Player Trophy ·
Johnnie Walker Classic ·
Kerrygold International Classic ·
Kronenbourg Open ·
Lawrence Batley International ·
Madrid Masters ·
Madrid Open ·
Mallorca Open ·
Marokkaans Open ·
Martini International ·
Match Play Championship ·
Merseyside International Open ·
Monte Carlo Open ·
Murphy's Cup ·
Nelson Mandela Championship ·
New Zealand Open ·
Newcastle Brown "900" Open ·
NH Collection Open ·
Nordic Open ·
North West of Ireland Open ·
Oki Pro-Am ·
Open Catalonia ·
Open de Andalucía ·
Open de Baleares ·
Open de Sevilla ·
Open Mediterrania ·
Open Novotel Perrier ·
Penfold Tournament ·
Perth International Golf Championship ·
Piccadilly Medal ·
PLM Open ·
Portugees Open ·
Roma Masters ·
Saint-Omer Open ·
Sanyo Open ·
Sarazen World Open ·
Scandinavian Enterprise Open ·
Schots PGA Kampioenschap ·
Siciliaans Open ·
Singapore Masters ·
Skol Lager Individual ·
TCL Classic ·
Tenerife Open ·
The Championship at Laguna National ·
The Heritage ·
Timex Open ·
TPC of Europe ·
Trophée Lancôme ·
Tunesisch Open ·
Turespaña Masters ·
Uniroyal International Championship ·
Vodacom Players Championship ·
Volvo Golf Champions ·
Volvo Open ·
W.D. & H.O. Wills Tournament ·
Wang Four Stars ·
Welsh Golf Classic